# Santa Rosalía (Málaga)
Santa Rosalía es un barrio de la ciudad de Málaga (España), situado en el distrito de Campanillas, cercano al municipio de Cártama y junto al Parque Tecnológico de Andalucía. Según la delimitación oficial de barrios del ayuntamiento, limita al norte con los barrios de Loma del Campo y Maqueda y los terrenos de Miranda; al este, con el barrio de La Fábrica; y al sur y al oeste, con terrenos no urbanizados de campos y huertas.

## Historia
La barriada de Santa Rosalía nació hace décadas, después que numerosas personas provenientes del pueblo de Peñarrubia se vieran obligadas a abandonar sus hogares debido a la construcción del pantano. En esta barriada, en la que hoy viven más de 4000 personas, se crearon casas para los habitantes de Peñarrubia pero hoy, después del duro paso de los años la barriada muestra una clara falta de accesibilidad, aparcamientos, limpieza, saneamiento y seguridad, así como de zonas verdes y una piscina. A esta zona se le da el nombre de Santa Rosalía en honor a la virgen originaria de Peñarrubia, y se ubica junto al lado del barrio existente de Maqueda en el que por aquel entonces era un núcleo pequeño de casas cuyos habitantes se dedicaban en mayor medidas a las labores del campo.
En los últimos años, debido a la creación del Parque Tecnológico de Andalucía y de la cercanía del barrio con el centro de Málaga, se ha construido un gran número de urbanizaciones. Sin embargo, la mayoría de las personas mayores que tienen sus hogares y han pasado su vida en esta barriada  presentan una claro déficit de necesidades quedando en el olvido mientras la barriada se amplía por otras zonas.

## Cultura
Santa Rosalía-Maqueda es uno de los barrios periféricos de Málaga en los que se desarrolla la Fiesta de Verdiales, Bien de Interés Cultural de la categoría actividad de interés etnológico, según el gobierno autonómico. La fiesta de verdiales constituye una de las expresiones culturales de más fuerte arraigo en la provincia de Málaga y forma parte de su patrimonio inmaterial vivo. Hasta la década de 1960 los verdiales se focalizaban en los Montes de Málaga, pero a partir de esta década, con el fuerte éxodo rural, se desplazan paulatinamente a los barrios periféricos de la capital, siendo Santa Rosalía uno de los lugares en los que los emigrados trasmitieron la tradición a las nuevas generaciones y a las élites de la capital, de manera que la fiesta pasó a ser sentida también como propia por los malagueños.

## Transporte
En autobús urbano queda conectado mediante las siguientes líneas de la EMT: 

En autobús interurbano queda conectado mediante las siguientes líneas adscritas al Consorcio de Transporte Metropolitano del Área de Málaga: 

| Línea | Trayecto                                                         |
| ----- | ---------------------------------------------------------------- |
| 19    | Paseo del Parque - Santa Rosalía (por Avda.José Ortega y Gasset) |
| 25    | Paseo del Parque - Santa Rosalía                                 |

| Línea | Trayecto                |
| ----- | ----------------------- |
| M-131 | Málaga-Cártama          |
| M-148 | Málaga-El Sexmo-Cártama |